# Dekanat pelpliński
Dekanat Pelplin – jeden z 30 dekanatów w rzymskokatolickiej diecezji pelplińskiej.

## Parafie
W skład dekanatu wchodzi 7 parafii:
- parafia św. Wojciecha – Bobowo
- parafia św. Wawrzyńca – Jabłowo
- parafia św. Katarzyny – Klonówka
- parafia Wniebowzięcia Najświętszej Maryi Panny – Nowa Cerkiew
- parafia Wniebowzięcia Najświętszej Maryi Panny – Pelplin
- parafia św. Bartłomieja Apostoła – Rajkowy
- parafia Niepokalanego Poczęcia Najświętszej Maryi Panny – Wielki Garc

## Sąsiednie dekanaty
Gniew, Skórcz, Starogard Gdański, Tczew